# ヴィクトル・カピトノフ
ヴィクトル・アルセネヴィチュ・カピトノフ（Viktor Arsenevich Kapitonov、1933年10月25日 – 2005年3月5日）は、ソビエト連邦、トヴェリ出身の自転車競技（ロードレース）選手。
ロシア語表記は、Виктор Арсеньевич Капитонов。

## 経歴
オリンピックの自転車競技として、ソビエト連邦初の金メダリスト。1965年に現役引退後は、同国のナショナルチームコーチとして1985年まで指導。1975年に、労働赤旗勲章（Order of the Red Banner of Labour）を受章している。
1956年、メルボルンオリンピック・個人ロードレースに出場し33位。
1957年
- ピースレース 総合3位

1958年
- ソビエト連邦選手権 個人ロード 優勝
- ピースレース 総合10位、区間3勝

1959年
- ソビエト連邦選手権 個人ロード 優勝

1960年
- ローマオリンピック
  -  個人ロードレース 優勝
  -  団体タイムトライアル(TTT) 3位

1961年
- ピースレース 総合2位

1962年
- ピースレース 総合8位

1963年
- ロードレース世界選手権 TTT 3位
- ピースレース 総合8位、区間1勝

1964年
- ピースレース 総合7位